# التنمر الطلابي في مؤسسات التعليم العالي
التنمر في مؤسسات التعليم العالي هو التنمر الذي يحصل من قبل الطلاب وأعضاء هيئة التدريس في مؤسسات التعليم العالي كالكليات والجامعات، وبالرغم من انتشار هذا النوع من التنمر إلا انه لم يلق اهتمامًا كبيرًا من قبل الباحثين مثل الأنواع الأخرى من التنمر. و يركز هذا المقال على التنمر الحاصل من قبل الطلاب، انظر إلى التنمر في الوسط الأكاديمي فيما يتعلق بأعضاء هيئة التدريس.
في بيئة التعليم العالي قد يتضمن التنمر والسلوكيات المماثلة له الإيذاء أوالمطاردات أو المضايقات. حيث أقر 18.5 % من الطلاب الجامعيين انهم تعرضو للتنمر مرة أو مرتين، بينما أقر 22% منهم أنهم كانوا ضحية للتنمر الإلكتروني. ومن الجدير بالذكر أن جميع الطلاب عرضة لأن يكونوا ضحية التنمر بغض النظر عن العِرق، الجنس، الوزن، ...إلخ. درست مقالتان بحثيتان عن التنمر في مرحلة التعليم الثانوي العالي بتفصيل كبير. حيث ظهر هذان المقالان في مجلة المراهقة في عامي 2004 و2006. وأظهرت  الإحصائيات  إلى أن 100000 طالب يتركون الجامعة كل عام بسبب التنمر. 